# Santa Maria Coghinas
Santa Maria Coghinas (sardinsky: Cuzìna) je italská obec (comune) v provincii Sassari v regionu Sardinie. Nachází se ve výšce 21 metrů nad mořem a má přibližně 1 300 obyvatel. Rozloha obce je 22,97 km².